# Rubí de Bracamonte
Rubí de Bracamonte település Spanyolországban, Valladolid tartományban. Rubí de Bracamonte Medina del Campo, San Vicente del Palacio, Fuente el Sol, Cervillego de la Cruz, Velascálvaro és El Campillo, Valladolid községekkel határos. Lakosainak száma 214 fő (2024).

## Népesség
A település népessége az utóbbi években az alábbiak szerint változott:
| Lakosok száma | 327  | 305  | 309  | 291  | 279  | 247  | 247  | 228  | 213  | 214  |
|               | 2001 | 2004 | 2007 | 2009 | 2012 | 2014 | 2017 | 2019 | 2022 | 2024 |